# Српска православна црква Свете Богородице у Моровићу
Српска православна црква Свете Богородице у Моровићу је подигнута у првој половини 19. века, на месту старе православне цркве са почетка 18. века, која је по архивским подацима била од плетара, покривена шиндром. Данашња црква представља непокретно културно добро као споменик културе од великог значаја. 

## Изглед цркве
Црква у Моровићу је посвећена Рођењу пресвете Богородице, саграђена као једнобродна грађевина са полукружном апсидом на истоку и звоником над западним делом храма. На готово скулпторски обрађеним фасадама смењују се лезене наглашених профилисаних капитела и веома истакнуте нише са прозорским отворима. У приземљу западног прочеља, чији је централни ризалит незнатно избачен упоље, налазе се три лучна пролаза, а изнад њих две слепе нише и у средини прозор. Над кровним венцем је двосливни кров, који се на западној фасади завршава барокно формираним фронтоном који прераста у звоник. 
Иконостас не представља јединствену стилску и хронолошку целину. Састоји се од мање преграде пренете из старије цркве и делова додатих ради прилагођавања новом простору. Првобитне иконе су настале током седме деценије 18. века и приписане су Василију Романовичу, сликару који је искуства украјинског барока из свог завичаја пренео на територију Карловачке митрополије. При раду у Моровићу руском мајстору помагао је и његов ученик Мојсеј Суботић.